# Modica
Modica (sicilijanski: Muòrica, grčki: Μότουκα, latinski: Mutyca ili Motyca) je grad u Italiji, na otoku i administrativnoj regiji Sicilija, središte istoimene općine u pokrajini Ragusa. Modica se nalazi na planini Iblei koja je dio visoravni Val di Noto.
Barokno središte Modice je, zajedno sa sedam drugih baroknih gradova u dolini Val di Noto koji su obnovljeni nakon potresa 1693. godine, 2002. godine upisano na UNESCO-ov popis mjesta svjetske baštine u Europi kao primjer "vrhunca i završnog procvata baroka u Europi".

## Povijest
Prema Tukididu grad Μότουκα je osnovan 1360. ili 1031. pr. Kr., a u 7. stoljeću pr. Kr. bio je naseljen Sikulima, te je priznavao vlast Sirakuze. Tijekom Prvog punskog rata, 241. godine, grad su osvojili Rimljani, zajedno s cijelom Sicilijom. Modica je postala samostalni municipij (municipium), a spominju ga i Plinije Stariji i Ptolomej, te Silius Italicus iz Ravenne koji ga povezuje sa susjednim Netumom (Noto Antico).
Ovaj dio Sicilije je bio već pokršten kada je sv. Pavao osnovao dijecezu Sirakuzu 61. godine. God. 535. bizantski general Belisarij je protjerao Ostrogote i ustanovio bizantsku pokrajinu s većinskim stanovništvom koje je govorilo grčki. God. 845. Arapi osvajaju grad i nazivaju je Mudiqah, a dugogodišnji rat s Normanima završava njihovim osvajanjem cijele visoravni Val di Noto 1091. godine. U sljedećem stoljeću stanovništvo je latinizirano.
God. 1296. Modica je postala prijestolnicom važne oblasti koja je za vlasti obitelji Chiaramonte postala naprednom poluneovisnom državicom, Vojvodstvo Modica, koja je kontrolirala cijelu južnu trećinu otoka, s pravom kovanja novca i ostalim privilegijama.
God. 1693. potres je gotovo uništio cijeli grad, a poslije ove katastrofe grad je obnovljen u broknom planu.
Modica je 1860. godine postala dijelom Kraljevine Italije, i glavnim gradom oblasti sve do 1926. godine, kada je priključena pokrajini Ragusa.

## Znamenitosti
Kako je grad rastao podijeljen je na Gornju Modicu (Modica Alta)i Donju Modicu (Modica Bassa), a u 20. stoljeću proširio se na Modernu Modicu (koja uključuje četvrti Sacro Core, Monserrato i Idria) koja je sa Starom Modicom spojena jednim od najviših mostova u Europi, Ponte Guerrieri (300 m).
Usprkos razornim potresima 1613. i 1693. godine, te poplava,a 1833. i 1902. godine, Modica je sačuvala jednu od najljepših arhitektura u Siciliji, tzv. Sicilijanski barok. U gradu se nalazi velika barokna katedrala posvećena sv. Jurju (San Giorgio) koja je obnovljena nakon potresa 1693. godine, preko starije srednjovjekovne katedrale.
Od ostalih građevina najznamenitije su:
- Crkva sv. Petra (San Pietro) u Donjoj Modici čije glavno pročelje krasi barokni zvonik visok 49 metara.
- Vojvodski dvorac (Castello dei Conti)
- Barokna crkva San Francesco di Paola ima staru gotičku sakristiju.
- Chiesa del Carmine
- Crkva sv. Marije Betlehemske
- Kazalište Garibaldi
- Palča Mercedari s muzejom i knjižnicom

- Pogled na Modicu kroz srenjovjekovna gradska vrata
- Sta Maria del Soccorso
- Santa Maria del Gesù
- Crkva sv. Ivana
- Most Guerrieri

## Vanjske poveznice
- Modica online (tal.)
- Galerija fotografija  Arhivirana inačica izvorne stranice od 22. srpnja 2011. (Wayback Machine) (tal.)